# Ciambottella
La ciambottella est une sauce à base de piments verts et rouges, tomates, ail et basilic.
C'est une spécialité de la ville de Grottaminarda.
Il s'agit d'un des Produits agroalimentaires traditionnels de Campanie reconnus par le ministère des Politiques agricoles, alimentaires et forestières (MIPAAF).